# George Bean (Musiker)
George Clifford Bean junior (* 19. Januar 1930; † 19. Januar 2015 in Oak Lawn (Illinois)) war ein US-amerikanischer Jazz- und Studiomusiker (Trompete, auch Piccolotrompete, Kornett), der in der Musikszene von Chicago aktiv war.

## Leben und Wirken
Beans Vater George Clifford Bean Sr. war Trompeter aus Okolona, Missouri. Den Militärdienst leistete er in der US-Navy ab und studierte anschließend an der Naval School of Music in Virginia Beach. Zu Beginn seiner Karriere spielte er in Dixieland-Jazz-Bands und trat in Chicago in verschiedenen Clubs auf, wie Andy’s Jazz Club, Chez Paree, Green Mill, Jazz Showcase, Orphans und Wise Fools. Aufnahmen entstanden außerdem für kommerzielle Jingles von Firmen wie Coca-Cola, United Airlines, Green Giant und 7 Up. Als Studiomusiker arbeitete er u. a. mit Jerry Butler, Frank Sinatra, Judy Garland, Sarah Vaughan, Sammy Davis Jr., Peggy Lee, Barbra Streisand und Bette Midler. In den 1960er-Jahren tourte er im Mittleren Westen mit Tony Bennett und Lena Horne; außerdem spielte er in den Orchestern von Count Basie, Stan Kenton und Harry James. Im Bereich des Jazz war er zwischen 1956 und 2007 an zwölf Aufnahmesessions beteiligt, u. a. mit Franz Jackson, Art Hoyle, Les Hooper und Bobby Lewis.